# 蔡旭敏
蔡旭敏（1949年5月—），男，中华人民共和国政治人物，曾任上海市国家安全局局长，中华人民共和国国家安全部副部长，上海市人民检察院党组书记、副检察长。